# Марияс

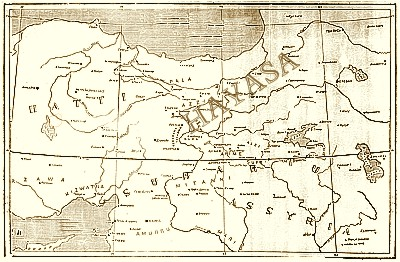
Местоположение Хайаса-Ацци

Марияс — царь Хайасы в ок. 1450 — 1400 до н. э. При нём начались войны с Хеттским царством.

## Правление
Около 1405 года до н. э. хетты напали на Цопк и отобрали север провинции у Хайасы. Война продолжалась уже при преемнике Марияса Каранни.